# Foto ricordo
Foto Ricordo è il decimo album di Enzo Jannacci, pubblicato nel 1979 dalla Ultima Spiaggia che con questo album terminerà la sua esistenza.

## Il disco
Il disco è stato registrato allo studio "Il Mulino" di Milano dal proprietario Piero Bravin. La copertina, curata da Roberto Guarnaccia, ritrae Jannacci con la moglie e il figlio Paolo (che all'epoca aveva sette anni) in una singolare posa volutamente nello stile dei vecchi dagherrotipi; tutta la famiglia (arricchita dalla presenza di un gatto) sfoggia abiti d'ordinanza ma calza pattini a rotelle. La foto è di Renzo Chiesa.
Come era già accaduto per Quelli che..., anche in questo album sono presenti alcuni brevi divertissements recitati, segnalati in etichetta ma non in copertina: si tratta del primo e dell'ultimo, oltre a Il labrador che apriva la facciata B del vinile. Negli sketches Il ficus e Il sintetizzatore Jannacci dà la voce a un avventore verboso e invadente che irrompe in sala di incisione disturbando il lavoro di preparazione del disco, tenendo testa anche ai tentativi dei tecnici di mandarlo via. Costui sottolinea prima la presenza della pianta (il ficus), e nel finale mette anche le mani sul sintetizzatore fino a provocarne lo spegnimento, che corrisponde alla fine dell'album.
Delle otto canzoni, alcune erano state già edite: Ecco tutto qui (la cui musica era già stata utilizzata dal cantautore per Dagalterun fandango del 1976) era stata incisa nel 1977 da Mina nel disco Mina quasi Jannacci, Bartali e Sudamerica erano stati pubblicati poco prima dal loro autore Paolo Conte (album Un gelato al limon); Mario, con musica di Pino Donaggio, era stata registrata da quest'ultimo nell'album Certe volte... del 1976. La canzone tratta del suicidio di un uomo, tema all'epoca piuttosto scottante. Analogamente il brano Natalia affronta il tema della morte, ed è frutto dell'esperienza da medico di Jannacci, che qui racconta di una bambina di 7 anni, figlia di ferroviere, cui un cardiochirurgo spregiudicato quanto incapace, dopo aver preteso dal padre un compenso spropositato ed in nero, aveva montato una valvola cardiaca al contrario, rendendo necessaria altro intervento da cui uscirà morta . Infine, La poiana, brano progettato inizialmente per l'album Quelli che... ripropone la collaborazione con Dario Fo, autore del testo, già foriera di successi passati (in particolare Vengo anch'io. No, tu no e Ho visto un re).
Dopo alcuni anni, Jannacci torna a lavorare con Luis Bacalov, che arrangia alcune delle canzoni del disco.
I musicisti, pur non accreditati, sono gli stessi che in quegli anni suonavano con Jannacci, scelti sempre tra i migliori turnisti in circolazione.
Nella tournée del 1989 Jannacci aveva riproposto Io e te, Mario e Bartali, tutte documentate nell'album 30 anni senza andare fuori tempo. Da ricordare anche una versione dell'epoca (disponibile in video) di Io e te affidata all'interpretazione di Mia Martini, special guest dell'occasione.
L'album è stato ristampato su CD nel dicembre 2011 grazie all'intervento di Paolo Jannacci e dell'etichetta Ala Bianca.

## Tracce
Lato A
1. Il ficus (testo: Enzo Jannacci)
2. Io e te (testo: Enzo Jannacci – musica: Enzo Jannacci)
3. Saltimbanchi (testo: Enzo Jannacci – musica: Enzo Jannacci)
4. Natalia (testo: Enzo Jannacci – musica: Enzo Jannacci)
5. Mario (testo: Danilo Franchi – musica: Pino Donaggio)

Lato B
1. Il labrador (testo: Enzo Jannacci)
2. Bartali (testo: Paolo Conte – musica: Paolo Conte)
3. La poiana (testo: Dario Fo – musica: Enzo Jannacci)
4. Sudamerica (testo: Paolo Conte – musica: Paolo Conte)
5. Ecco tutto qui (testo: Enzo Jannacci – musica: Enzo Jannacci)
6. Il sintetizzatore (testo: Enzo Jannacci)